# Ассирийцы в Армении
Ассирийцы в Армении (арм. Ասորիները Հայաստանում, Айсоры) — третья по численности этническая община в Армении. По данным переписи 2011 года в Армении насчитывалось 2769 ассирийца. Существуют оценки численности в 7-8 тыс. человек.

## История
| Перепись населения СССР (1989) | Перепись населения Армении (2001) | Перепись населения Армении (2011) |
| ------------------------------ | --------------------------------- | --------------------------------- |
| 5 963 (0,2 %)                  | 3 409 (0,1 %)                     | 2 769 (0,09 %)                    |

На территории Армении ассирийцы жили общинами с глубокой древности, со времён Араратского Ванского Царства. В средние века, ассирийцы селились в городских общинах, компактно проживая в некоторых кварталах исторических городов Царства Великой Армении - в Ване, Тигранакерте, Адамакерте, Аршамашате и др. Традиционными занятиями в ассирийских общинах были торговля, ремесло и др.. Ассирийские торговцы и путешественники активно использовали торговые пути Великой Армении, в том числе при торговле через порты южного берега Чёрного моря, с городами Южного Кавказа, Греции и Анатолии, а также по Шёлковому пути. Согласно "Истории Армении" Хоренаци, ряд армянских аристократических родов возводили свою родословную к выходцам из Ассирии.
В результате нашествий пустынных арабских племён на Ассирию, происходил постепенный исход и массовая эмиграции ассирийского населения из традиционной исторической родины, в том числе и в Великую Армению. В раннем средневековье, на юге Великой Армении, в частности в армянском (северном) Междуречье, в результате массовой иммиграции ассирийского населения, возникли компактно проживающие общины ассирийцев, которые во I-III вв. создали этническое государственное образование - Осроену. Согласно преданию, один из ассирийских правителей Осроены, царь Абгар, считающийся святым в ассирийской церкви и в Армянской апостольской церкви, состоял в переписке с Иисусом Христом. В начале IV века н.э. ассирийские миссионеры принимали самое активное участие в распространении христианства в Великой Армении. Первоначально, в армянских церквях именно на греческом и ассирийском языках велось христианствое богослужение, пока в V веке Маштоц не воссоздал армянскую письменность; тогда и начался перевод Библии с древрегреческого и древнеарамейского (древнеассирийского) языков на древнеармянский. Некоторые христианские ассирийские историки, например Микаэл Асори, писали труды по отдельным периодам истории Армении.
После массового нашествия арабов, а позднее и турок-османов на традиционную историческую родину ассирийцев в VII веке, и как следствие насильственного насаждения Ислама с периодами массовых истреблений коренного для Месопотамии ассирийского населения, переселения последних на территорию Армении не прекращались и в последующие века. Поток беженцев-ассирийцев в Армению особо усилился в ходе русско-персидской войны 1826—1828 годов, когда в Армению переселились тысячи ассирийцев из района озера Урмия в Иране (где до сих пор живут до 80 тыс. ассирийцев). Другой поток беженцев-ассирийев составляют тысячи чудом спасшихся от геноцида ассирийцев, учинённого в годы Первой мировой войны турками Османской империи.
Ассирийские поселенцы, обосновавшиеся в Армении, основали ряд сёл в армянских провинциях Арарат (Димитров (ранее Койласар), Верин Двин (ранее Двин-айсор)) и Котайк (Арзни). В этих селениях построены ассирийские церкви Кирика и Иулитты (Димитров), Мат Тума (Верин Двин), и другие.

## Современность
Традиционное занятие современных ассирийцев Армении — земледелие, садоводство, виноградарство. В Армении значительную прослойку составляет также интеллигенция, в том числе чиновничий класс. Отмечена в целом высокая степень интегрированности. Достаточно высок процент смешанных ассирийско-армянских браков. Причём это явление часто отмечается не только в Армении, но и в диаспоре, где соседствуют армянские и ассирийские общины. Ассирийцы Армении принимали самое активное участие в Первой карабахской войне 1990-1994 годов и Второй карабахской войне 2020 года. Избирают одного депутата в Национальное собрание Армении.